# Jumilla
Jumilla är en kommun och en stad i Spanien. Den ligger i den autonoma regionen Murcia i södra delen av landet, 300 km sydost om huvudstaden Madrid. Antalet invånare är 27 263 (2024).
Jumilla fungerar även som ett omfattande vindistrikt med den blå druvan Monastrell som förhärskande. Strax nordväst om stadskärnan ligger slottet Castillo de Jumilla, vackert beläget på en kulle och varifrån vinproduktionen utgår.